# Karłowo (powiat makowski)
Karłowo – osada leśna w Polsce położona w województwie mazowieckim, w powiecie makowskim, w gminie Krasnosielc.